# (3287) Olmstead
(3287) Olmstead – planetoida z grupy przecinających orbitę Marsa okrążająca Słońce w ciągu 3 lat i 234 dni w średniej odległości 2,37 au. Została odkryta 28 lutego 1981 roku w Siding Spring Observatory w Australii przez Schelte Busa. Nazwa planetoidy pochodzi od C. Michelle Olmstead, amerykańskiej astronom. Przed nadaniem nazwy planetoida nosiła oznaczenie tymczasowe (3287) 1981 DK1.